# Oliarus insetosa
Oliarus insetosa är en insektsart som beskrevs av Jacobi 1947. Oliarus insetosa ingår i släktet Oliarus och familjen kilstritar. Inga underarter finns listade i Catalogue of Life.